# Marie Hackin
Marie Parmentier, casada amb el nom de Marie Hackin, (Romas, Alsàcia i Lorena, 7 de setembre de 1905-Illes Fèroe, 24 de febrer de 1941) era una arqueòloga i membre de la Resistència que treballava amb el seu marit Joseph Hackin, el qual també era arqueòleg, filòleg i membre de la Resistència. El pare de Marie Hackin era de Luxemburg. Va morir el 1941 quan es trobava en un comboi marítim que intentava anar de Liverpool a l'oceà Atlàntic en ruta cap a Àfrica, quan el vaixell va ser enfonsat per un submarí alemany.

## Obra
- Amb en Joseph Hackin: Le site archéologiques de Bamyan. Guide du visiteur. Les édition d'art et d'histoire, Paris 1934.
  - German: Bamian. Führer zu den buddhistischen Höhlenklöstern und Kolossalstatuen. Les édition d'art et d'histoire, Paris 1939.
- Amb en Joseph Hackin: Recherches archéologiques à Begram: chantier no. 2 (1937), Mémoires de la délégation archéologique française en Afghanistan Vol. 9. Les Éditions d'art et d'histoire, Paris 1939.
- Amb en Ahmad Ali Kohzad: Légendes et coutumes afghanes, Publications du Musée Guimet. Bibliothèque de diffusion Vol. 60. Presses Universitaires de France, Paris 1953.
- Amb en Joseph Hackin: Nouvelles recherches archéologiques à Begram, ancienne Kâpici, 1939–1940, Mémoires de la Délégation archéologique française en Afghanistan Vol. 11. Presses Universitaires de France, Paris 1954.